# Helios (Sailor Moon)
Elios (エリオス?, Eriosu) è un personaggio della serie manga e anime Sailor Moon, noto come il custode del regno dell'Elysion (エリュシオン, Illusion nell'adattamento italiano dell'anime), parte integrante del Golden Kingdom, il regno della vecchia Terra. Nell'anime, il regno di Illusion è sorretto dal potere dei sogni meravigliosi dell'umanità. Elios viene introdotto durante la quarta stagione, apparendo inizialmente con le sembianze di un cavallo, Pegasus (一角天馬, Pegasasu).

## Personaggio
Nel Manga, Elios è intrappolato da una maledizione di Nehellenia in una gabbia nell'Elysion da dove assume le sembianze di un cavallo, Pegasus. Come officiante dell'Elysion egli ha la missione di proteggere l'Elysion stesso, la Terra e il Principe Endymion. Il suo compito consiste anche nell'informare della profezia conosciuta nella torre della preghiera dell'Elysion in cui Princess Lady Serenity gli preannuncia che l'unica persona la quale potrà sciogliere il sigillo sul Golden Crystal è colei che, protetta dai raggi di luna, è una principessa ma al contempo guerriera, e proprio per cercare questa fanciulla Elios si reca sulla terra. Alla fine della saga si scopre che è Chibiusa adulta dal futuro ad avergli inviato tale profezia. Il Golden Crystal che appartiene a Mamoru e si trova nel corpo di quest'ultimo è l'unico mezzo per liberare l'Elysion e quindi la terra dalla maledizione della Regina Nehellenia. Nel manga Elios è affiancato da due sacerdotesse vergini, le Menadi.
Nell'anime, invece, a causa di una maledizione della Regina Nehellenia che imprigiona il suo corpo, Elios riesce a fuggire con il solo spirito assumendo la forma di un unicorno alato, Pegasus, rifugiandosi in un sogno meraviglioso, ed è così che infatti si mostra a Chibiusa. Elios gioca un ruolo molto importante nello sviluppo della trama: a differenza del manga, egli assume la forma di Pegasus per potersi rifugiare nei sogni di Chibiusa. Pegasus diventa molto amico della ragazzina, benché sia costretto a mantenere alcuni segreti. Con l'evolversi della storia il loro rapporto diventerà sempre più profondo ed intimo, fino ad arrivare allo scambio di un bacio. Il compito di Elios è quello di proteggere il Cristallo d'Oro, che si trova incastonato nel corno posto sulla sua fronte e il cui potere verrà usato alla fine per sconfiggere Nehellenia.
Fra lui e Chibiusa si sviluppa una tenera relazione.
Sia nel manga che nell'anime Pegasus dona a Chibiusa il Twinkle Yell (o Twinkle Bell) per chiamarlo a sé, nella serie animata inoltre crea il Crystal Stallion, una sorta di lampada da notte che Chibiusa usa per parlare con lui prima di dormire.

## Poteri
Elios non è dotato di alcun potere per combattere, né per difendersi, se non quello di potersi teletrasportare da un mondo ad un altro; nell'anime riesce a creare un fuoco dorato per respingere Nehellenia, ma questo potere sembra essere dato dal Golden Crystal. Tuttavia Elios è in grado di teletrasportarsi dal mondo dei sogni a quello reale.

## Attori e doppiatori
Doppiato da Taiki Matsuno e interpretato da Hikaru Hirayama nel musical del 2016, mentre in Italia è doppiato da Massimo Antonio Rossi.

## Curiosità
- Nel manga Pegasus viene definito dallo stesso Elios come "il suo cavallo", nell'ultimo act della saga Yume.